# Dietrich Hahn
Dietrich Hahn (Francoforte sul Meno, 14 aprile 1946 – Samut Sakhon, 17 luglio 2024) è stato un giornalista e pubblicista tedesco, curatore editoriale, tra l'altro, di monografie storico-scientifiche.

## Biografia
Dietrich Hahn nacque a Francoforte sul Meno il 14 aprile 1946, figlio unico dello storico dell'arte e studioso di architettura Hanno Hahn e di sua moglie Ilse Hahn, nata Pletz, nonché unico nipote del chimico nucleare e premio Nobel Otto Hahn. Trascorse l'infanzia e la giovinezza prima a Francoforte sul Meno e poi, fino al 1960, a Roma, dove frequentò la Deutsche Schule Rom. Dopo la prematura morte dei genitori in un incidente stradale, frequentò diversi collegi scolastici, da ultimo il Landschulheim Schloß Stein an der Traun, sul lago Chiemsee. Dal 1968 studiò recitazione presso l'Istituto Statale Superiore di Musica - Max Reinhardt Schule (oggi: Universität der Künste) e la prof.ssa Marlise Ludwig a Berlino.
Nel 1972 incominciò a recitare nei teatri tedeschi, anche con partecipazioni a diverse "prime" (come nelle opere di Trianà, Eisendle, Taylor, Ibsen, Gor'kij). In quello stesso periodo si rafforzò il suo interesse per la storia della scienza, in particolare quella del XX secolo, e si dedicò intensamente, come autodidatta, alla vita e alle opere di suo nonno Otto Hahn e della collega Lise Meitner, che fu la sua madrina di battesimo. Egli considerò questo lavoro come un obbligo avvertendo la particolare responsabilità di documentare le opere scientifiche di importanza storica di Otto Hahn e Lise Meitner nel modo più autentico possibile e di custodirle per le future generazioni.
In occasione della sua ultima visita a Cambridge nel luglio 1965 Lise Meitner gli disse:
"Il tuo caro nonno non lo si apprezza mai abbastanza, tutti gli vogliono bene, tutti lo adorano, e io in modo particolare. Ti rendi conto di quello che significa essere suo nipote? È un dono del Signore. Ragazzo, ma tu te lo sei meritato?"
Dal 1975 pubblicò numerosi libri (vedi "Pubblicazioni") e contributi su temi di carattere storico-scientifico per la stampa, la radio e la televisione. Nel 1979 fu pubblicata, presso l'editore List, una "Biografia per immagini e documenti" (Biographie in Bildern und Dokumenten), sua opera principale, in grande formato, in occasione del centenario della nascita di Otto Hahn, con oltre 700 riproduzioni commentate di documenti storici originali. Il prof. Walther Gerlach la definì "un'opera unica della nostra letteratura". Nel 1987 a Monaco e nel 1998 a Stettino (Polonia), curò le vaste esposizioni di acquerelli, pitture e disegni di sua nonna, la pittrice Edith Junghans (1887-1968), mentre nel 1990, a Roma, nella Bibliotheca Hertziana, organizzò una mostra commemorativa in occasione del 30º anniversario della morte dei genitori e del primo conferimento del Premio Hanno e Ilse Hahn.
Nel 1976 Dietrich Hahn divenne membro della Società Max Planck per l'Avanzamento delle Scienze e del Deutsches Museum a Monaco di Baviera e, dal 1982, della Federazione Giornalistica Bavarese (BJV) di Monaco. Inoltre, fu membro attivo di diverse organizzazioni per la protezione della natura e degli animali, fra le quali PETA, SHAC e la RSPCA britannica.
Nel 1981 fu l'unico partecipante tedesco alla spedizione nell'Antartide della National Science Foundation e della Smithsonian Institution di Washington D.C. Nel 1983 ottenne dal governo neozelandese il permesso ufficiale di "residenza permanente in Nuova Zelanda", che lo favorì molto nel suo rapporto di collaborazione con una casa editrice neozelandese a Picton. Nel 1995 si unì alla protesta mondiale contro l'annuncio, da parte del presidente francese Jacques Chirac, dei test atomici sull'atollo di Mururoa nella Polinesia, restituendo allo stesso Chirac, con una nota di protesta, la Croce dell'Ordine della Legion d'Onore che venne conferita nel 1959 a Otto Hahn dal presidente Charles de Gaulle. Nel 1998 divenne, inoltre, membro del curatorio della Medaglia Otto Hahn per la Pace della Società Tedesca per le Nazioni Unite (DGVN), Berlino-Brandeburgo, e dal gennaio 2013 membro straniero della New York Academy of Sciences.
Negli suoi ultimi anni diede inizio, inoltre, a una serie di Letture (come lo storico scambio di lettere Hahn-Meitner del 1938/1939) e di Conferenze (sul tema: "Otto Hahn: una Vita per la Scienza, l'Umanità e la Pace"), ad Albstadt (Maschenmuseum), Bad Camberg (Festival der leisen Töne), Berlino (Accademia delle Scienze), Amburgo (Biblioteca Aby Warburg), Saarbrücken (Union Stiftung), oltre che presso numerosi centri di formazione professionale, scuole e licei.
Nell'ottobre del 2013, su invito di Tadatoshi Akiba, fece la sua prima visita a Hiroshima, dove tenne presso l'Università di Hiroshima due conferenze molto seguite sulla vita e le scoperte di Otto Hahn, in particolare sulle sue attività in favore della pace mondiale dopo il lancio delle bombe atomiche su Hiroshima e Nagasaki nell'agosto 1945. Fece inoltre visita al Genbaku Dome e al Museo della Pace, deponendo, anche in rappresentanza di suo nonno, una corona al Cenotafio nel Parco della Pace e dedicando un minuto di silenzio alle vittime e agli hibakusha. In un incontro con il sindaco di Hiroshima Kazumi Matsui, questi indicò Otto Hahn come "campione della pace", descrivendo il suo impegno pacifista come "istruttivo, rivolto al futuro e di esempio per le generazioni future".
Dietrich Hahn, divorziato due volte e da molti anni un convinto vegetariano per motivi etici, sposò il 18 ottobre 2012 a Samut Sakhon, con rito del Buddhismo Theravada, la giovane siamese Khun Vipaphon Chaisutthi Suphatipp Patcharapan (nata nel 1978), vivendo poi con sua moglie vicino a Bangkok, nel Regno di Thailandia.

## Pubblicazioni
- Dietrich Hahn (ed.): Otto Hahn - Erlebnisse und Erkenntnisse. Con una introduzione di Karl-Erik Zimen. Econ Editore, Düsseldorf-Wien 1975.
- Dietrich Hahn (ed.): Otto Hahn - Begründer des Atomzeitalters. Una biografia per immagini e documenti. Con una presentazione di Reimar Lüst, una prefazione di Paul Matussek ed una introduzione di Walther Gerlach. List Editore, München 1979.
- Dietrich Hahn (ed.): Otto Hahn in der Kritik. Moos Editore, München 1981.
- Walther Gerlach, Dietrich Hahn: Otto Hahn - Ein Forscherleben unserer Zeit. (Große Naturforscher, Band 45). Editore Wissenschaftliche Verlagsgesellschaft (WVG), Stuttgart 1984.
- Dietrich Hahn (ed.): Otto Hahn - Mein Leben. I ricordi del grande scienziato dell'atomo e umanista. Nuova edizione ampliata. Piper Editore, München-Zürich 1986.
- Dietrich Hahn (ed.): Otto Hahn. Leben und Werk in Texten und Bildern. Con una prefazione di Carl Friedrich von Weizsäcker. Editori Insel-Suhrkamp, Frankfurt am Main 1988.
- Dietrich Hahn (ed.): Otto Hahn - Vom Radiothor zur Uranspaltung. Nuova edizione ampliata. Con una prefazione di Kurt Starke. Vieweg Editore, Braunschweig-Wiesbaden 1989.
- Dietrich Hahn (ed.): Lise Meitner: Erinnerungen an Otto Hahn. Hirzel Editore, Stuttgart 2005.
- Dietrich Hahn: Prefazione per la Festschrift 30 Jahre Lise-Meitner Schule OSZ Berlin. Editore Weka, Mering 2009.
- Dietrich Hahn: Introduzione per: Volker Lässing: "Den Teufel holt keiner!" Otto Hahn und das Kaiser-Wilhelm-Institut in Tailfingen. Editore CM, Albstadt 2010.
- Dietrich Hahn: Prefazione per la Festschrift Otto-Hahn-Schule Jenfeld. Amburgo 2012.